# النيرب (حلب)
النيرب هي قرية تقع جنوب شرقي مدينة حلب في سوريا، والنيرب لها شهرتها في روايات التاريخ وكانت مركزآ في أكثر من حقبة تاريخية ولها من الشهرة الكثير في كتب التاريخ، اليوم مع الامتداد العمراني للمدينة من المدن الكبرى كحلب مع هذا التوسع تم ضم النيرب لها وأصبحت حيّا من أحيائها.

## أصل التسمية لغة
- النيرب: وهي كلمة سريانية معناها المنبسط من الأرض أو الوادي طريق الماء. سير أعلام النبلاء

نَيْرَبَ الرَّجُلُ في كَلاَمِه نَيْرَبَةً. ورَجُلٌ نَيْرَبٌ ذو نَيْرَبٍ: أي ذُوْ نَمِيْمَةٍ وخَلْطٍ للقَوْلِ بَعْضِه ببَعْضٍ كما تُنَيْرِبُ الرِّيْحُ التُّرَابَ على الأرْضِ فتَنْسُجُه.
- النَّيربُ : الرَّجل الجَلْد. المحيط في اللغة

نَيْرَبَ الرَّجُلُ : سَعَى ونَمَّ. نَيْرَبَ : خَلَطَ الكَلاَمَ. نَيْرَبَ : نَسَجَ وهو يُنَيْرِبُ القَولَ : يَخْلِطُهُ
- النَّيْرَبُ : الشَّرُّ والنَّمِيمةُ ؛ قال عَدِيُّ بْنُ خُزَاعِيٍّ : ولَسْتُ بِذِي نَيْرَبٍ في الصَّدِيقِ... ومَنَّاعَ خَيْرٍ وسَبّابَها. تاج العروس

## النيرب في التاريخ
- عثر علماء أثار فرنسيون في آواخر القرن التاسع عشر على شواهد حجرية تعود لكهنة يتوقع أنهم عاشوا في القرن السابع قبل الميلاد . تعد الكتابات المنقوشة على الشواهد ذات أهمية كبيرة خاصة أنها تقدم تصورا عن اللغات الأرامية في تلك الفترة . بالإضافة إلى ذلك عثر على سبع وعشرين لوح أثري تعود على الأغلب للفترة البابلية، حيث تتحدث عن علاقات تجارية لذرية أحد الرجال من النيرب ويدعى نوسكو-غابي [Nusku-gabbē] حيث تم ابعاد ذرية هذا الرجل إلى بابل ومن ثم إلى نيبور، حيث قضوا في المنفى عشرات السنوات ومن ثم تمكنوا من العودة إلى النيرب جالبين الألواح معهم .

- يذكر أن صالح بن علي بن عبد الله بن عباس قد ولي الشام جميعه، فاختار حلب لمقامه، وابتنى له بظاهرها قصر بطياس وكان القصر على رابية مشرفة على النيرب ولم يبق منه في هذا الزمان سوى آثار دارسة، وولد له به عامة أولاده، كل هذا لما اختصت به هذه البلاد من الصحة والاعتدال، وكذلك الحصانة. وفيات الأعيان
- وهي لا تبعد سوى 10 كيلومترات عن مركز المدينة ولكون أرضها منبسطة، أقام الفرنسيون فيها مطارا عسكريا هو الثاني بعد مطار المزة قرب دمشق، وبعد الاستقلال تمت توسعة هذا المطار ليشمل مطارا مدنيّا وآخر عسكريّا وقد كان يُعرف إلى مدة ليست ببعيدة بمطار النيرب وقد تحول اسمه الآن إلى مطار حلب الدولي.
- وبعد حرب 1948 وهجرة الفلسطينيين إلى دول الجوار تم استقبال عدة آلاف منهم وإنزالهم في ثكنات قرب المطار كان قد أقامها الجيش الفرنسي لجنوده وسمي المكان بعدئذ بــ مخيم النيرب للاجئين الفلسطينيين. تميزت النيرب حتى وقت قريب كما أغلب القرى بالمنازل الطينية المقبّبة التي كانت منتشرة في مناطق واسعة من سوريا خلال القرنين التاسع عشر والعشرين. ويمكن تتبّع تلك المباني بدءًا من شرق حمص حتى جنوب حلب .  حيث قد قامت هذه المساكن المصنوعة من الطين والقش والحجارة بحفظ السوريين من درجات الحرارة المرتفعة منذ ثلاثة آلاف وسبعمائة سنة قبل الميلاد، ولا تزال تستخدم حتى اليوم. وتتميز بأنها حارة شتاء باردة صيفا .

## مميزات النيرب
تعد سهول النيرب من السهول الخصبة التي تزرع فيها شتى أنواع الخضروات ولا سيما الخيار ويعد الخيار النيربي من أشهر أصناف الخيار. وأكثر ما يميز النيرب هو الورد الجوري والذي يعد المنتوج الأول للنيرب ويصدر إلى دول عديدة حيث يستخدم في صناعة العطور بشكل أساسي ويدخل في تركيب بعض الأدوية والأطعمة والمشروبات.
وفي المقابل تنتج النيرب الزيتون بكميات معقولة وكذلك الفستق الحلبي بكميات أقل.

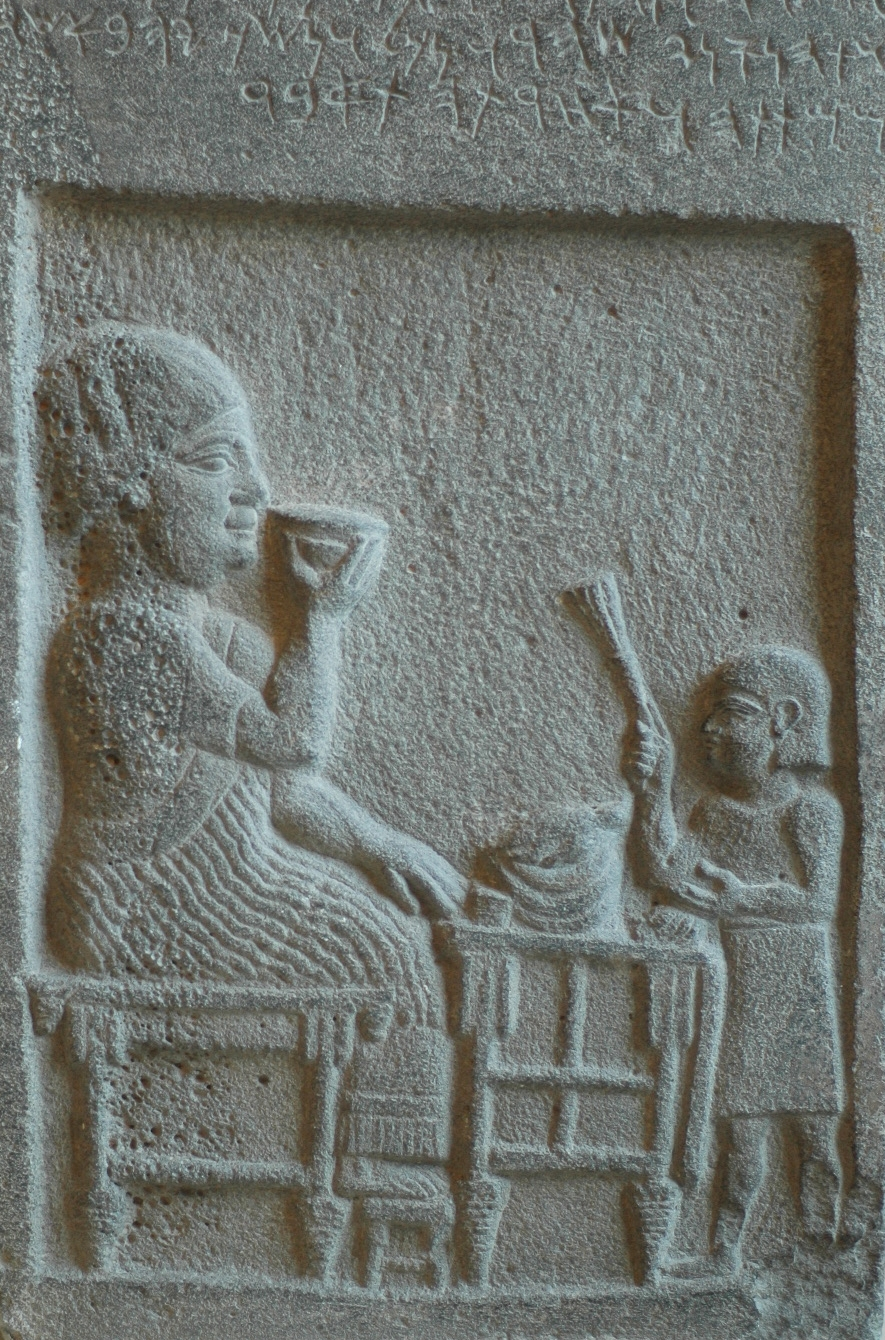
احدى اللقى الأثرية التي عثر عليها في النيرب والتي تعود للقرن السابع قبل الميلاد وتُظهر اثنان من الكهنة افي مشهد جنائزي.